# Tadao Satō
Tadao Satō (佐藤 忠男 Satō Tadao?) (Niigata, Imperio del Japón, 6 de octubre de 1930 - 17 de marzo de 2022) fue un periodista, crítico, teórico e historiador de cine japonés, su verdadero nombre es Tadao Iiri (飯利 忠男 Iiri Tadao?).

## Historia
Publicó más de cien libros sobre cine y fue uno de los principales eruditos e historiadores de Japón que se ocupan del cine. Fue reconocido como una de las autoridades más importantes del mundo en el cine japonés específicamente, aunque poco de su trabajo ha sido traducido para su publicación en el extranjero. También ha escrito libros sobre películas chinas, coreanas, estadounidenses y europeas.
La conciencia internacional de la erudición de Sato puede atribuirse a una colección de ensayos seleccionados, Currents In Japanese Cinema, publicado internacionalmente en traducción al inglés en 1982. Su Kenji Mizoguchi and the Art of Japanese Cinema se publicó en japonés en 1982 y se tradujo en 2008. Sato también ha aparecido con frecuencia como una fuente principal en los escritos de otros historiadores del cine japonés, en particular Donald Richie y Joan Mellen.
Fue presidente del Instituto Japonés de la Imagen en Movimiento.